# ラマーディンゲン
ラマーディンゲン (ドイツ語: Lamerdingen) は、ドイツ連邦共和国バイエルン州シュヴァーベン行政管区のオストアルゴイ郡に属す町村（以下、本項では便宜上「町」と記述する）であり、ブーフローエ行政共同体を構成する自治体の一つである。

## 地理
ラマーディンゲンはシュヴァーベン中部アルゴイ地方の州道2035号線沿いに位置する。この町はブーフローエ市の北約6kmの、幅広いヴェルタハ川渓谷の西斜面に位置する。オストアルゴイ郡で最も北に位置する町である。集落から約4km西にヴェルタハタール放送送信所があり、その短波放送は世界中で聞くことができる。

### 自治体の構成
この町は、公式には5つの地区 (Ort) からなる。このうち小集落や孤立農場などを除く集落を以下に列記する。
ラマーディンゲンには以下の集落がある。
- ディリスハウゼン
- グロースキッツィヒホーフェン
- クラインキッツィヒホーフェン
- ラマーディンゲン

### 隣接する市町村
この町に隣接する市町村は、北から時計回りに以下の通りである。
- ランゲルリンゲン（アウクスブルク郡）
- フルラッハ（ランツベルク・アム・レヒ郡）
- イクリング（ランツベルク・アム・レヒ郡）
- ブーフローエ（オストアルゴイ郡）
- アムベルク（ウンターアルゴイ郡）
- エットリンゲン（ウンターアルゴイ郡）

## 歴史
ラマーディンゲンはアレマン人入植地を起源とすると考えられている。地名は、Lademoutの人々、語尾の "-ingen" は太古の街道沿いの集落を示している。ここでの街道はアウクスブルクからブーフローエへ通じる街道である。集落名は、Lademutinga から、11から12世紀に Lademütingen、Ladematingen などを経て、16世紀に初めて現在の Lamerdingen という表記が現れ、19世紀頃からこれが優勢となった。Lademutinga の住民は、中世後期まで武器携帯の権利を有する自由民であった。中世盛期に様々な家門の貴族がこの地にあったことが知られている（バルツハウゼン＝シュヴァーベック家、ウーアジング＝ルンスベルク家、ヴェルフェン家）。
ラマーディンゲンには、11世紀にはすでに司祭区が設けられており、その収入はアウクスブルクの聖ペーター教会参事会に納められていた。この町の聖マルティン教会は1067年にはその名が記録されている。教会の中核部は12世紀から13世紀に造られたものである。1500年頃に教会塔、内陣、長堂が拡張され、1736年から38年にミヒャエル・シュティラーによって長堂が内装とともに建て直され、聖具室とエントランスホールが増築された。この教会は1893年と1939年に修復工事がなされた。墓地の真ん中に建つこの教会は、1868年から69年に建設された司祭館とともに、集落に特別な風情を加味している。ラマーディンゲンは世俗化（1803年）までアウクスブルク司教領に属した。1803年の世俗化と帝国代表者会議主要決議以降はバイエルンに属した。バイエルンの行政改革に伴う1818年の市町村令により、現在の自治体が成立した。

### 人口推移
- 1970年 1,604人
- 1987年 1,589人
- 2000年 1,728人
- 2005年1月1日 1,866人

## 行政
町長はマヌエル・フィッシャー (Freie Wählergemeinschaft)である。
町議会は12人の議会からなり、会派はない。

### 紋章
図柄: 赤字と銀地に左右二分割。中央に地色を入れ替えた左右二分割の小盾。向かって左は分割線で半身になった銀の鷲。向かって右は分割線に鋸歯状に並んだ三角図形。上の3つは黒、下の3つは赤色。
自治体としてのラマーディンゲンは、かつては独立していた自治体のラマーディンゲン、ディリスハウゼン、クラインキッツィヒホーフェン、グロースキッツィヒホーフェンからなる。この町はこの紋章を1992年から採用している。分割線で半身になった鷲は、1063年にバルツハウゼンおよびシュヴァーベクの伯シュヴィガーが創設したアウクスブルクの旧聖ペーター参事会の紋章から採られた。ラマーディンゲンはこの参事会の所領に属した。中央の小盾はアウクスブルク司教のもので、ディリスハウゼンが14世紀にこの司教領であったことにちなんだものである。向かって右側の鋸歯状の意匠はクラインキッツィヒホーフェンとグロースキッツィヒホーフェンの紋章を組み合わせたものである。黒い三角図形がクラインキッツィヒホーフェン、赤いのがグロースキッツィヒホーフェンの紋章である。三角図形自体は13世紀から14世紀に初めて両地区の領主に記録されているロールバッハ家の紋章である。

### 姉妹都市
- Włodowice（ポーランド、ドルヌィ・シロンスク県）2006年4月19日

## 文化と見所

### 聖マルティン教区教会
重要な見所の一つがカトリックのラマーディンゲン聖マルティン教区教会である。後期バロック様式の「明かり取りの塔」は、人気の被写体である。バロック時代の祭壇の「人々の喜び」はこの教会の内装を不朽のものにしている。この教会は1500年頃（ゴシック建築）に先代の教会の近くに建設され、1737年から1738年にロココ様式に改築された。この時代から、エトリンゲンのマティアス・シュティラーによる初期ロココ様式の壮麗な化粧漆喰やアウクスブルク派の画家ヨハン・ゲオルク・レーデラーによるフレスコがある。祭壇室にはマリア被昇天の群像がある。長堂には、『聖マルティンの死と変容』の大きな天井フレスコがある。主祭壇（1694年）にはロココ様式の聖櫃（1765年）の他にヨハン・シュミットナーのバロック様式の祭壇画『聖マルティンの天国入り』がある。ラマーディンゲンの教会は、その芸術作品（絵画、彫像、祭壇、化粧漆喰、フレスコ）や一貫したバロック様式の外観は、この地域の最も価値の高い地方教会に数えられる。塔の下層部分は、先代の建物から存在していたもので13世紀のフレスコを有している。これは1954年の修復時に初めて露出された。1230年頃に建造されたゴシック様式の堂々たる塔は1771年に末期ロココ様式で上階が増築された。特徴的な明かり取りの天蓋部の下には、壮麗で音の良い鐘が吊り下げられている。この鐘はオステルゴイで最も見事で、重量のある鐘である。全部で5つある総重量 7t を超えるブロンズ製の鐘は二重の「テ・デウム」の動機を奏でる。最も古い鐘は1577年製で「聖十字の鐘」と呼ばれる。2つの大きな鐘は、バート・フリードリヒスハルのバッヒャート社で1985年に鋳造されたもので、第二次世界大戦時に鋳つぶされた大きな鐘を補充したものである。

### その他の見所
1700年頃に下級代官の役所として建設された旧城館は現在私邸であり、訪問することはできない。この旧城館は町の中心部ハウプト通り沿いに建っている。バロック様式の階段室には建立者フランツ・アントン・フォン・イムホーフの紋章がある。
ラマーディンゲンの西に位置する平らなヴェルタハ渓谷は特別な魅力がある。ここには、自転車やインラインスケートが楽しめる農道がある。

### 各地区の見所

#### グロースキッツィヒホーフェン
グロースキッツィヒホーフェンには、この町で最も高い教会塔を持つカトリックの聖シュテファヌス教会がある。この教会は、J.B.エンデルレのフレスコなど簡素なバロック様式の内装を有している。この他に、この地区には十四救難聖人礼拝堂（赤い礼拝堂）がある。この礼拝堂は、かつての巡礼教会で、ネオゴシック様式の内装を有している。

#### クラインキッツィヒホーフェン
クラインキッツィヒホーフェンにはカトリックの聖ツィプリアン＝聖ユスティナ教区教会がある。この教会にはネオルネサンス様式の見事な祭壇があり、バロック様式の化粧漆喰やJ.G.レーデラーによるフレスコで飾られている。この他の見所としては、1525年にこの地域で起きたドイツ農民戦争の記念礼拝堂である農民礼拝堂がある。集落からラマーディンゲンに向かう出口に古いネポムクのヨハネ像がある。

#### ディリスハウゼン
ディリスハウゼンにはカトリックの聖ペーター＝聖パウル教区教会がある。外観は質素に見えるこの教会は、ヨーゼフ・マーゲスのフレスコなどバロック様式の内装を有している。この他に、路傍に多くのキリスト像や十字架がある。

### サークル
ラマーディンゲンには音楽活動を行っているグループが多くある。様々な機会に演奏を行っている、約100人の演奏家を擁するラマーディンゲン音楽フェライン e.V.もその一つである。大編成のブラスオーケストラ、少年少女合唱団、リコーダー・アンサンブル・グループは年中活動している。この他にも室内楽、合唱団 EL JUCO、男声合唱団のジングゲマインシャフト・ラマーディンゲンなどがある。

## 経済と社会資本

### 交通
ラマーディンゲンはアウクスブルクからシュヴァープミュンヘンを経由してブーフローエに至る中世の「ホッホシュトラーセ」（高速道路）沿いを走る州道2035号線に面している。ランツベルク・アム・レヒ (12km)、カウフボイレン (28km)、ミンデルハイム (25km)、アウクスブルク (36km) といった都市にも遠くはない。アルゴイやバイエルン・オーバーラント地方のリゾート地へはアウトバーン A96号線や、連邦道 B12、B17号線ですぐに行くことができる。

### 教育
- 基礎課程学校、本課程学校、実科学校は、6km離れたブーフローエへ通学する。ギムナジウムは、テュルクハイム、ランツベルク・アム・レヒ、ミンデルハイムへ通う。

## 引用
1. ↑  https://www.statistikdaten.bayern.de/genesis/online?operation=result&code=12411-003r&leerzeilen=false&language=de Genesis-Online-Datenbank des Bayerischen Landesamtes für Statistik Tabelle 12411-003r Fortschreibung des Bevölkerungsstandes: Gemeinden, Stichtag (Einwohnerzahlen auf Grundlage des Zensus 2011)
2. ↑  Bayerische Landesbibliothek Online